# Tridayasakti
Tridayasakti is een bestuurslaag in het regentschap Bekasi van de provincie West-Java, Indonesië. Tridayasakti telt 31.452 inwoners (volkstelling 2010).